# Burangaïta
La burangaïta és un mineral de la classe dels fosfats, que pertany al grup de la dufrenita. Rep el nom de la pegmatita Buranga, a Ruanda, la seva localitat tipus.

## Característiques
La burangaïta és un fosfat de fórmula química NaFe²⁺Al₅(PO₄)₄(OH)₆(H₂O)₂. Va ser aprovada com a espècie vàlida per l'Associació Mineralògica Internacional l'any 1973, i la primera publicació data del 1976. Cristal·litza en el sistema monoclínic. És l'anàleg Fe2+ la matioliïta.
Segons la classificació de Nickel-Strunz, la burangaïta pertany a «08.DK - Fosfats, etc, amb cations de mida mitjana i gran, (OH, etc.):RO₄ > 1:1 i < 2:1» juntament amb els següents minerals: richelsdorfita, bariofarmacosiderita, farmacosiderita, natrofarmacosiderita, hidroniofarmacosiderita, farmacoalumita, natrofarmacoalumita, bariofarmacoalumita, dufrenita, natrodufrenita, matioliïta, gayita, kidwel·lita, bleasdaleïta, matulaïta i krasnovita.

## Formació i jaciments
Va ser descoberts a la pegmatita Buranga, situada al districte de Gatumba de la província de l'Oest, a Ruanda. Posteriorment també ha estat descrita a Àustria, Suècia i els Estats Units. Es troba com un producte de substitució de la scorzalita.